# Magyarus typicus
Espèce
Magyarus typicus est une espèce d'araignées aranéomorphes de la famille des Salticidae.

## Distribution
Cette espèce est endémique de la province de Ninh Bình au Viêt Nam,. Elle se rencontre dans le parc national de Cúc Phương.

## Description
La carapace du mâle holotype mesure 2,16 mm de long et l'abdomen 1,86 mm.

## Systématique et taxinomie
Cette espèce a été décrite par Żabka en 1985.

## Publication originale
- Żabka, 1985 : « Systematic and zoogeographic study on the family Salticidae (Araneae) from Viet-Nam. » Annales Zoologici, vol. 39, p. 197-485.